# 福井県道237号畑若狭和田停車場線
福井県道237号畑若狭和田停車場線（ふくいけんどう237ごう はたけわかさわだていしゃじょうせん）は、福井県大飯郡高浜町内の国道27号と若狭和田駅を結ぶ一般県道である。

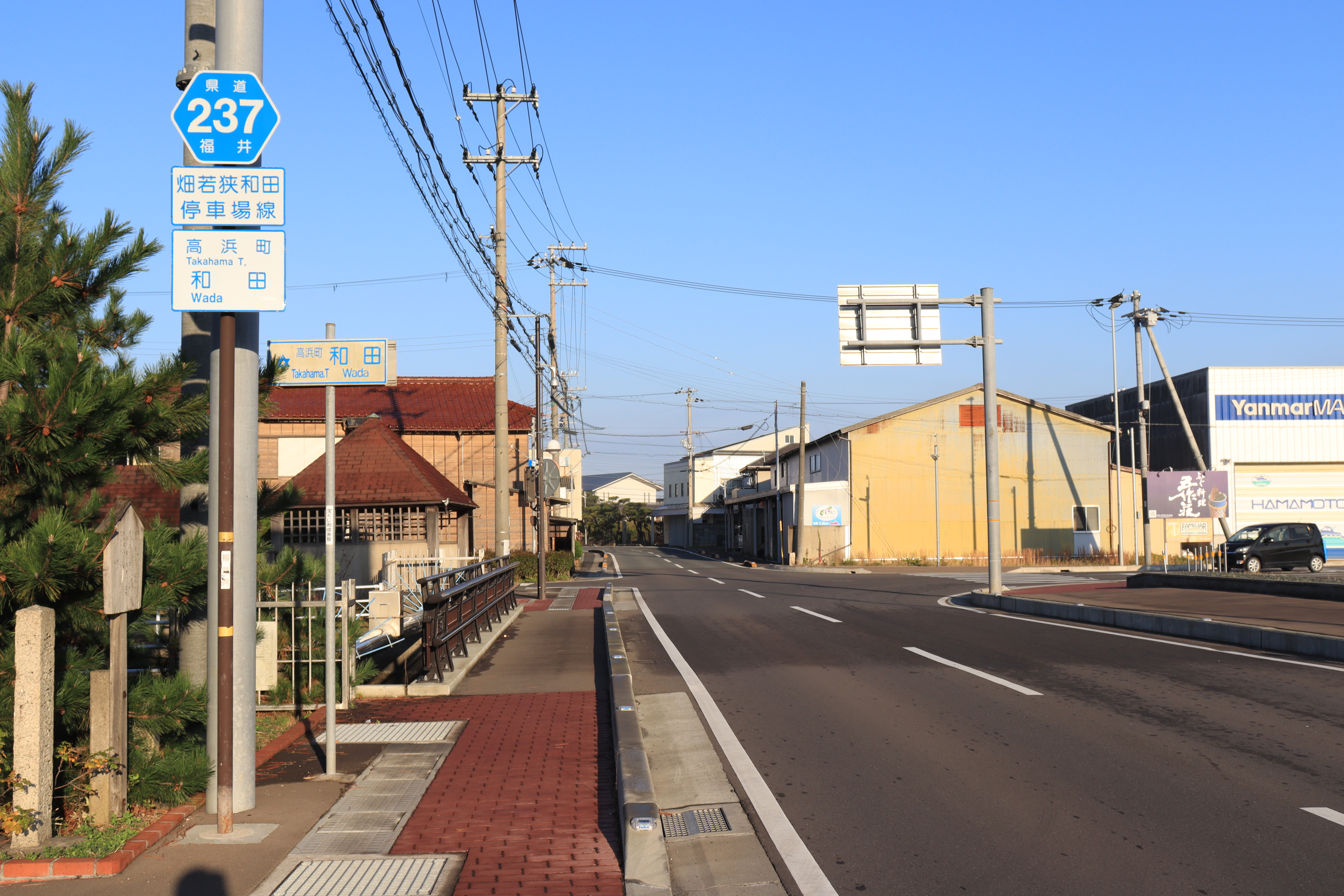
福井県道237号畑若狭和田停車場線、大飯郡高浜町和田にて

## 路線概要
高浜町の海岸部を通過し若狭和田駅へのアクセスを担う県道である。一部区間で県道236号線と重複している
国道27号が現在の形になる前の旧道であり、地元住民の生活道路となっている。

### 路線データ
- 起点：大飯郡高浜町畑
- 終点：同町和田

## 道路状況
終点付近の停車場線としての役割を果たしている区間以外は、ほとんどが狭路であり離合困難または離合不可能という箇所も存在する。起点の国道27号との交差点には案内やヘキサがなく、地域の生活に密着した県道となっている為、迂闊に進入すると地域住民の迷惑になってしまう道路である。

## 接続道路
- 国道27号（起点）
- 福井県道16号坂本高浜線
- 福井県道236号高浜港高浜停車場線（重複）
- 福井県道266号犬見崎和田線

## 沿線
- JR小浜線 若狭和田駅